# Rivisondoli
Rivisondoli é uma comuna italiana da região dos Abruzos, província de Áquila, com cerca de 686 habitantes. Estende-se por uma área de 31 km², tendo uma densidade populacional de 22 hab/km². Faz fronteira com Barrea, Castel di Sangro, Pescocostanzo, Rocca Pia, Roccaraso, Scanno.

## Demografia
| Variação demográfica do município entre 1861 e 2011                               |
|                                                                                   |
| Fonte: Istituto Nazionale di Statistica (ISTAT) - Elaboração gráfica da Wikipedia |